# Mont Gharat
Le mont Gharat, mont Garat ou mont Garet, est un volcan du Vanuatu situé dans le centre de l'île de Gaua.

## Géographie

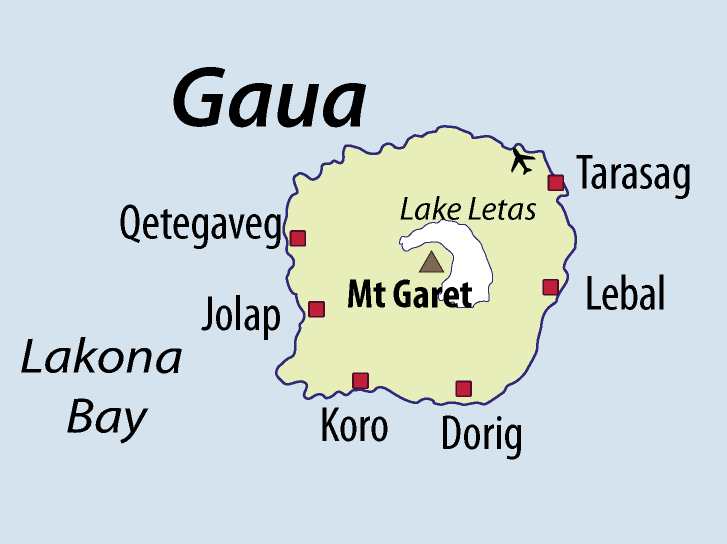
Carte de Gaua avec le mont Gharat en son centre.

Ce stratovolcan constitue la partie active du volcan qui a édifié l'île de Gaua et provoqué la formation de la caldeira dans laquelle s'inscrivent le mont Gharat et le lac Letas situé à ses pieds. Il est le point culminant de cette île avec 797 mètres d'altitude,.

## Histoire

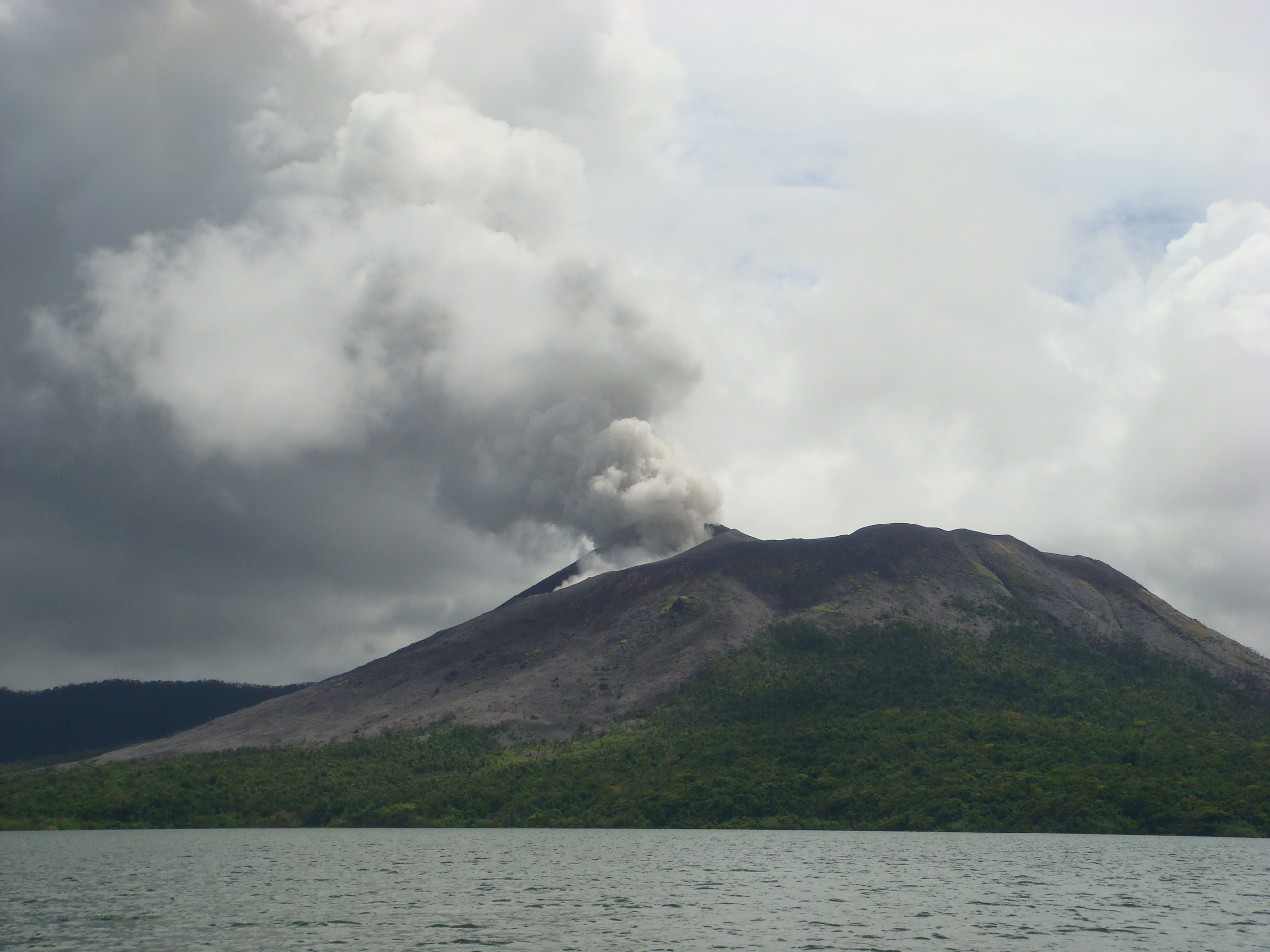
Vue du mont Gharat en éruption en septembre 2010.

Le mont Gharat a connu dix-huit éruptions entre la première répertoriée en 1962 et 2023.